# Ряднов, Евгений Карлович
Евгений Карлович Ряднов (настоящая фамилия Шульц; 1853—1925) — русский оперный певец (лирико-драматический тенор) и педагог.

## Биография
Родился в 1853 году в селе Рядновка Харьковской губернии (ныне — Харьковская область Украины) в семье педагогов. Его отец руководил харьковским пансионом, в котором Евгений получил первоначальное образование, включая и музыкальное.
Затем учился в харьковской гимназии и продолжил своё образование в Петербургском технологическом институте (с 1872 года), слушал оперы в Мариинском театре, участвовал в любительских концертах. После этого в течение трёх лет обучался пению в Петербургской консерватории (класс К. Эверарди) и в Милане (у А. Буцци и Дж. Ронкони). В Италии общался с оперными певцами Анджело Мазини и Франческо Таманьо, посещал спектакли театра «Ла Скала».
На сцене дебютировал в 1875 году в партии Фердинандо («Фаворитка» Доницетти) в оперном театре Бергамо, затем пел в Модене. В этом же году он женился на итальянской певице Джованне Джубеллини (Джованна Иосифовна Ряднова). Гастролировал вместе с женой в Риме, Триесте, Марселе и Вене. В 1880—1881 и в 1885—1890 годах они вместе в Тифлисе.
Евгений Карлович работал солистом петербургского Мариинского театра, пел в Ростове-на-Дону. Выступал с женой в оперных театрах Киева и Саратова. В 1882 вместе с женой совершил большое турне по России, выступив в Костроме, Вологде, Ярославле, Перми, Вятке, Барнауле, Омске, Томске, Красноярске и Ташкенте. Стал первым исполнителем партий Рувима («Руфь»), Карла II («Испанский дворянин»); в Тифлисе — Ленского («Евгений Онегин»), Карла VII («Орлеанская дева»), Елеазара («Маккавеи»), Тангейзера («Тангейзер»); в Киеве — Ленского и Русского пленника («Кавказский пленник»), Хозе («Кармен»); в Саратове — Васко да Гама («Африканка»).
В Тбилиси Е. К. Ряднов участвовал в первых постановках опер «Орлеанская дева», «Тангейзер» и «Маккавеи». С 1895 года занимался педагогической работой в Тбилисском музыкальном училище. В 1887—1888 годах преподавал в Киевском музыкальном училище, с 1900 года — в музыкальном училище Ростова-на-Дону, куда он переехал вместе с женой и где она умерла в 1905 году.
В 1906 году Ряднов по приглашению А. К. Глазунова работал в Петроградской консерватории, где организовал оперную студию.
В 1910 году вновь вернулся в Тифлис и продолжал свою преподавательскую деятельность. Здесь создал оперную студию, в которой поставил несколько опер. Когда в 1917 году Тифлисское музыкальное училище было преобразовано в консерваторию, он продолжал работать в нём педагогом.
Умер 19 сентября 1925 года в Тбилиси после продолжительной болезни.
В Государственном центральном музее музыкальной культуры им. М. И. Глинки (ГЦММК) имеются документы, относящиеся к Е. К. Ряднову.